# والتر بومان
والتر بومان هو لاعب كرة قدم كندي، ولد في 11 أغسطس 1870 في واترلو في كندا، وتوفي في 7 مارس 1948 في سياتل في الولايات المتحدة. شارك مع منتخب كندا لكرة القدم. أما مع النوادي، فقد لعب مع أكرينغتون ومانشستر سيتي.